# 萬代特殊合板
萬代特殊合板株式会社（ばんだいとくしゅごうはん）は、愛知県津島市白浜町に本社を置く内装建材加工企業。
ドア・天井・窓枠用化粧板製造、床材、不燃化粧板の製造を行っている。

## 沿革
- 1947年（昭和22年） - 名古屋市中区下堀川町にて創業。
- 1957年（昭和32年） - 合板と秋田杉を材料として和室天井板の製造に転換するとともに現商号にて設立。
- 1970年（昭和45年） -創業地より、本社を津島市白浜町鳥羽見3番地に移転する。
- 1980年（昭和55年） - 稲沢市福島町沼角田の稲沢工業団地内に、工業用地を取得。
- 1988年（昭和63年） - 日本農林規格（JAS）特殊加工化粧合板の工場認定を取得。
- 1993年（平成5年） - 稲沢市目比町に工業用地を取得、工場を建設し目比工場とする。
- 2008年（平成20年）- 日本農林規格（JAS）フローリングの工場認定を取得。

## 事業所
- 本社（愛知県津島市白浜町）
- 稲沢工場（愛知県稲沢市福島町）
- 目比工場（愛知県稲沢市目比町）